# 達飛美狄亞號
達飛美狄亞號（英語：CMA CGM Medea）由南韓的現代三湖重工為法國達飛海運集團建造的一艘貨櫃船，全長349.05米（1,145英尺2英寸），寬42.8米（140英尺5英寸），吃水15.022米（49英尺3.4英寸） ，其容量為9415 TEU，動力引擎為MAN-BMW 12K98MC-C。達飛美狄亞號註冊於法國，於2005年12月12日動工，2006年3月9日完工，2006年5月12日交付並投入服務。

## 外部連結
- CMA CGM S.A. （页面存档备份，存于）